# 지방도 제1009호선
지방도 제1009호선(거류 ~ 초전선)은 경상남도 고성군 거류면 당동삼거리와 진주시 초전동 농업기술원삼거리를 잇는 경상남도의 지방도이다.
진주시 동부의 읍면 지역을 관통하며, 고성군 구간에서는 통영대전고속도로가 미처 통과하지 못하는 고성군 중심을 통과하는 보조 간선 역할을 하고 있다.
진주시 초장동에서 금산면의 구간과 고성군 고성읍에서 통영시 광도면을 잇는 구간은 왕복 4차로, 나머지 구간은 왕복 2차로로 구성되어 있다. 진주시 문산읍의 문산 나들목에서 남해고속도로와, 고성군 영오면의 연화산 나들목과 거류면의 동고성 나들목에서 통영대전고속도로와 교차한다.

## 연혁
- 2003년 2월 20일 : 노선 폐지 및 재지정[1][2]
- 2009년 10월 15일 : 지방도 노선 조정[3]
- 2011년 6월 23일 : 진주시 문산읍 삼곡리 문산사거리 ~ 소문리 문산 나들목 1.1km 구간 확장 개통[4]

## 주요 경유지
- 고성군
  - 거류면 당동삼거리 - 신용리 - 마동농공단지 - 송산육교 - 은월리 - 용산리 - 용산사거리
  - 고성읍 율대리 - 율대사거리 - 정동삼거리 - 동외리 - 고성교육지원청, 창원지방법원 고성군법원 - 2호광장 교차로 - 성내리 - 서외오거리 - 1호광장 교차로 - 기월사거리 - 철성고등학교 - 고성군의회 - 철성중학교 - 대평교 - 덕선리
  - 대가면 대가저수지 - 유흥리 - 대흥초등학교 - 대가면사무소 - 척정저수지 - 척정리 - 송계리 - 송계초등학교 (폐교) - 갈천삼거리 - 신전리
  - 영현면 대법리 - 대촌삼거리 - 영부리 - 영현초등학교 - 영현면 사무소 - 침점리 - 신분리 - 연화교 - 연화리
  - 영오면 오서리 - 오서 교차로 - 연화산 나들목(영오 교차로) - 영오교

- 진주시
  - 금곡면 영오교 - 금곡정류소 - 두문리 - 금곡면 행정복지센터 - 동례리 - 금곡중학교 - 인담리 - 홍정교 - 정자리 - 정자교
  - 문산읍 이곡리 - 진주생물산업전문농공단지 - 문산공설운동장(진주스포츠파크) - 문산 교차로 - 삼곡리 - 문산사거리 - 문산교 - 소문리 - 문산 나들목
  - 금산면 갈전리 - 월아삼거리 - 용아리 - 금호저수지 - 금산면 행정복지센터 - 장사리 - 금산초등학교 - 중천리 - 금산교
  - 초장동 금산교 - 금산교사거리 - 진주의료원 - 농업기술원삼거리

## 중복 구간
- 고성군 영오면 오서 교차로 ~ 금곡정류소 : 국가지원지방도 제30호선, 지방도 제1002호선과 중복

## 도로명
- 고성군 거류면 당동삼거리 ~ 용산사거리 : 거류로
- 고성군 거류면 용산사거리 ~ 고성읍 정동삼거리 : 공단로
- 고성군 고성읍 정동삼거리 ~ 한전삼거리 : 동외로
- 고성군 고성읍 한전삼거리 ~ (성내리) : 성내로
- 고성군 고성읍 성내리 ~ 기월사거리 : 남포로
- 고성군 고성읍 기월사거리 ~ 영오면 오서 교차로 : 대가로
- 고성군 영오면 오서 교차로 ~ 진주시 금곡면 금곡정류소 : 영회로
- 진주시 금곡면 금곡정류소 ~ 초장동 농업기술원삼거리 : 월아산로